# Rajd Liepāja 2015
Rajd Liepāja 2015 (Rally Liepāja 2015) – trzecia edycja rajdu samochodowego Rajd Liepāja, rozgrywanego na Łotwie. Rozgrywany był od 6 do 8 lutego 2015 roku. Bazą rajdu była miejscowość Lipawa. Była to druga runda Rajdowych Mistrzostw Europy w roku 2015. Rajd był zarazem drugą rundą Rajdowych Mistrzostw Łotwy (LRČ). Składał się z 11 odcinków specjalnych, planowanych było 12 OS-ów lecz ostatni dwunasty odcinek odwołano. Do zawodów zgłosiło się 51 załóg, w tym 11 z Polski.
Rajd wygrał Irlandczyk Craig Breen jadący samochodem Peugeot 208 T16, drugie miejsce zajął Estończyk Siim Plangi, a trzecie Litwin Dominykas Butvilas. Kajetan Kajetanowicz do czwartego Os-u zajmował drugie miejsce w klasyfikacji generalnej, potem na piątym OS-ie urwał koło i na drugi dzień musiał korzystać z Rally 2. Po powrocie w drugim dniu wygrał jeden OS. Trofeum Colin McRae ERC Flat Out Trophy trafiło do Łotysza Ralfsa Sirmacisa, który wygrał sześć OS-ów w kategorii Junior ERC.
W rajdzie prowadzona była także tzw. klasyfikacja ERC Ice Master, polegającą na punktowaniu przejazdu każdego OS-u osobno w warunkach zimowej jazdy. Punktowanie następuje według klucz: pierwsze miejsce - 10 pkt, drugie - 6 pkt, trzecie - 4 pkt, czwarte - 2 pkt i piąte - 1 pkt. Tabela przedstawia pierwszych pięciu zawodników.
Punktacja ERC Ice Master za Rajd Liepāja
| Miejsce | Kierowca             | Pkt |
| ------- | -------------------- | --- |
| 1       | Aleksiej Lukjanuk    | 66  |
| 1       | Craig Breen          | 66  |
| 3       | Kajetan Kajetanowicz | 62  |
| 4       | Siim Plangi          | 34  |
| 5       | Ralfs Sirmacis       | 6   |

Końcowa punktacja ERC Ice Master po dwóch rundach
| Miejsce | Kierowca             | Pkt |
| ------- | -------------------- | --- |
| 1       | Kajetan Kajetanowicz | 238 |
| 2       | Aleksiej Lukjanuk    | 66  |
| 3       | Craig Breen          | 77  |
| 4       | Jaromir Tarabus      | 56  |
| 5       | Robert Consani       | 50  |

## Zwycięzcy odcinków specjalnych[9]
| Dzień    | Numer odcinka | Nazwa odcinka                  | Długość  | Zwycięzca odcinka                    | Nr Sam.          | Samochód         | Czas             | Śr. pr.          | Lider rajdu                          |
| -------- | ------------- | ------------------------------ | -------- | ------------------------------------ | ---------------- | ---------------- | ---------------- | ---------------- | ------------------------------------ |
| 7 lutego | OS1           | Neste Oil Basi 1               | 16,14 km | Aleksiej Lukjanuk Jewhen Czerwonenko | 3                | Ford Fiesta R5   | 9:15.6           | 104.6 km/h       | Aleksiej Lukjanuk Jewhen Czerwonenko |
| 7 lutego | OS2           | Kuldiga Edole 1                | 36,92 km | Craig Breen Scott Martin             | 4                | Peugeot 208 T16  | 20:35.6          | 107.7 km/h       | Craig Breen Scott Martin             |
| 7 lutego | OS3           | Ecorent Kalvene                | 7,90 km  | Craig Breen Scott Martin             | 4                | Peugeot 208 T16  | 4:53.8           | 96.9 km/h        | Craig Breen Scott Martin             |
| 7 lutego | OS4           | Kuldiga Edole 2                | 36,92 km | Craig Breen Scott Martin             | 4                | Peugeot 208 T16  | 20:08.3          | 110.1 km/h       | Craig Breen Scott Martin             |
| 7 lutego | OS5           | Neste Oil Basi 2               | 16,14 km | Craig Breen Scott Martin             | 4                | Peugeot 208 T16  | 9:28.8           | 102.2 km/h       | Craig Breen Scott Martin             |
| 8 lutego | OS6           | Sporta Bars Optibet Podnieki 1 | 11,33 km | Kajetan Kajetanowicz Jarosław Baran  | 1                | Ford Fiesta R5   | 7:01.3           | 96.8 km/h        | Craig Breen Scott Martin             |
| 8 lutego | OS7           | Rallyofchampions.com Tebra 1   | 12,20 km | Aleksiej Lukjanuk Jewhen Czerwonenko | 3                | Ford Fiesta R5   | 6:41.3           | 109.0 km/h       | Craig Breen Scott Martin             |
| 8 lutego | OS8           | Liepaja Iedvesmo Vecpils 1     | 22,30 km | Aleksiej Lukjanuk Jewhen Czerwonenko | 3                | Ford Fiesta R5   | 11:57.5          | 112.0 km/h       | Craig Breen Scott Martin             |
| 8 lutego | OS9           | Sporta Bars Optibet Podnieki 2 | 11,33 km | Aleksiej Lukjanuk Jewhen Czerwonenko | 3                | Ford Fiesta R5   | 6:54.3           | 98.5 km/h        | Craig Breen Scott Martin             |
| 8 lutego | OS10          | Rallyofchampions.com Tebra 2   | 12,20 km | Aleksiej Lukjanuk Jewhen Czerwonenko | 3                | Ford Fiesta R5   | 6:30.9           | 111.9 km/h       | Craig Breen Scott Martin             |
| 8 lutego | OS11          | Liepaja Iedvesmo Vecpils 2     | 22,30 km | Aleksiej Lukjanuk Jewhen Czerwonenko | 3                | Ford Fiesta R5   | 11:46.2          | 113.8 km/h       | Craig Breen Scott Martin             |
| 8 lutego | OS12          | Liepaja City Special           | 1,50 km  | odcinek odwołany                     | odcinek odwołany | odcinek odwołany | odcinek odwołany | odcinek odwołany | Craig Breen Scott Martin             |

## Wyniki końcowe rajdu[10]
| Miejsce  | Kierowca           | Pilot           | Samochód                | Czas      | Strata  | Pkt ERC |
| -------- | ------------------ | --------------- | ----------------------- | --------- | ------- | ------- |
| 1        | Craig Breen        | Scott Martin    | Peugeot 208 T16         | 1:56:49.1 | -       | 25+12   |
| 2        | Siim Plangi        | Marek Sarapuu   | Mitsubishi Lancer EVO X | 1:58:29.8 | +1:40.7 | 18+10   |
| 3        | Dominykas Butvilas | Kamil Heller    | Subaru Impreza STi      | 2:02:37.7 | +5:48.6 | 15+8    |
| (4)      | Igor Bulantsev     | Marina Danilova | Mitsubishi Lancer EVO X | 2:03:16.5 | +6:27.4 | *       |
| 4. (5)   | Martinš Svilis     | Ivo Pukis       | Mitsubishi Lancer EVO X | 2:03:28.3 | +6:39.2 | 12+3    |
| 5. (6)   | Robert Consani     | Maxime Vilmot   | Peugeot 207 S2000       | 2:03:40.6 | +6:51.5 | 10+2    |
| 6. (7)   | Emil Bergkvist     | Joakim Sjöberg  | Opel Adam R2            | 2:04:19.0 | +7:29.9 | 8+4     |
| 7. (8)   | Janis Vorobjovs    | Andris Mālnieks | Mitsubishi Lancer EVO X | 2:04:47.1 | +7:58.0 | 6       |
| 8. (9)   | Steve Rokland      | James Aldridge  | Peugeot 208 VTi R2      | 2:04:49.1 | +8:00.0 | 4+1     |
| 9. (10)  | Ralfs Sirmacis     | Arturs Šimins   | Peugeot 208 VTi R2      | 2:04:58.2 | +8:09.1 | 2       |
| 10. (11) | Raul Jeets         | Andrus Toom     | Ford Fiesta R5          | 2:05:25.1 | +8:36.0 | 1       |

## Kasyfikacja po 2 rundach RME 2015
Punkty w klasyfikacji generalnej ERC otrzymuje 10 pierwszych zawodników, którzy uczestniczą w programie ERC i w ukończą wyścig, punktowanie odbywa się według klucza:
| Miejsce | 1  | 2  | 3  | 4  | 5  | 6 | 7 | 8 | 9 | 10 |
| Punkty  | 25 | 18 | 15 | 12 | 10 | 8 | 6 | 4 | 2 | 1  |

Dodatkowo po każdym etapie (dniu) rajdu prowadzona jest osobna klasyfikacja, w której przyznawano punkty według klucza 7-6-5-4-3-2-1 (jeżeli dany etap obejmował przynajmniej 25% długości odcinków specjalnych rajdu). Do klasyfikacji zaliczane są cztery najlepsze wyniki spośród pięciu pierwszych rajdów oraz cztery najlepsze wyniki w pięciu ostatnich rajdach w sezonie.
| Poz. | Kierowca             | AUT    | LVA    | GBR | POR | BEL | 4 NAJ | EST | CZE | CYP | GRE | CHE | Suma punktów |
| ---- | -------------------- | ------ | ------ | --- | --- | --- | ----- | --- | --- | --- | --- | --- | ------------ |
| 1    | Kajetan Kajetanowicz | 125+14 | NU0+6  |     |     |     |       |     |     |     |     |     | 45           |
| 2    | Craig Breen          | NU0+3  | 125+12 |     |     |     |       |     |     |     |     |     | 40           |
| 3    | Robert Consani       | 218+10 | 510+2  |     |     |     |       |     |     |     |     |     | 40           |
| 4    | Aleksiej Lukjanuk    | 315+10 | NU0+7  |     |     |     |       |     |     |     |     |     | 32           |
| 5    | Siim Plangi          |        | 218+10 |     |     |     |       |     |     |     |     |     | 28           |
| 6    | Dominykas Butvilas   |        | 315+8  |     |     |     |       |     |     |     |     |     | 23           |
| 7    | Jaromír Tarabus      | 412+10 |        |     |     |     |       |     |     |     |     |     | 22           |
| 8    | Martinš Svilis       |        | 412+3  |     |     |     |       |     |     |     |     |     | 15           |
| 9    | Martin Fischerlehner | 510+4  |        |     |     |     |       |     |     |     |     |     | 14           |
| 10   | Emil Bergkvist       |        | 68+4   |     |     |     |       |     |     |     |     |     | 12           |
| 11   | Jonathan Hirschi     | 68     | NU     |     |     |     |       |     |     |     |     |     | 8            |
| 12   | Antonín Tlusťák      | 76+2   | 21     |     |     |     |       |     |     |     |     |     | 8            |
| 13   | Janis Vorobjovs      |        | 76     |     |     |     |       |     |     |     |     |     | 6            |
| 14   | Steve Rokland        |        | 84+1   |     |     |     |       |     |     |     |     |     | 5            |
| 15   | Vojtěch Štajf        | 84     | 20     |     |     |     |       |     |     |     |     |     | 4            |
| 16   | Mattias Adielsson    |        | 110+3  |     |     |     |       |     |     |     |     |     | 3            |
| 17   | Dávid Botka          | 92     | 14     |     |     |     |       |     |     |     |     |     | 2            |
| 18   | Ralfs Sirmacis       |        | 92     |     |     |     |       |     |     |     |     |     | 2            |
| 19   | Jean-Michel Raoux    | 101+1  |        |     |     |     |       |     |     |     |     |     | 2            |
| 20   | Stéphane Lefebvre    | NU0+2  |        |     |     |     |       |     |     |     |     |     | 2            |
| 21   | Raul Jeets           |        | 101    |     |     |     |       |     |     |     |     |     | 1            |
| Poz. | Kierowca             | AUT    | LVA    | GBR | POR | BEL | 4 NAJ | EST | CZE | CYP | GRE | CHE | Suma punktów |

| Kolor     | Opis                   |
| --------- | ---------------------- |
| Złoty     | Zwycięzca              |
| Srebrny   | 2. miejsce             |
| Brązowy   | 3. miejsce             |
| Zielony   | Punktowane miejsce     |
| Niebieski | Ukończył nie punktował |
| Fioletowy | Nie ukończył NU        |
| Czarny    | Wykluczony X           |
| Biały     | Nie wystartował NW     |
| Puste     | Nie brał udziału       |